# Белгород (станция)
Бе́лгород — узловая станция Юго-Восточной железной дороги. Основная пассажирская железнодорожная станция и железнодорожный вокзал города Белгорода. Открыта станция в 1869 году.

## История
1 марта 1868 года акционерному обществу купца Самуила Полякова поручили строительство Курско-Харьковско-Азовской железной дороги. Новые пути протяжённостью более 800 км начали прокладывать от Курска через Белгород, Харьков, Славянск, Таганрог к Ростову. На строительстве трудились рабочие, крестьяне и заключённые. За выемку 1 кубометра земли с глубины до 2 м рабочим платили 10 копеек.
Станция II класса Белгород была введена в эксплуатацию в 1869 году. 13 апреля 1869 года из Курска в Белгород прибыл первый пробный поезд. Из Белгорода в Харьков первый поезд выехал 22 мая 1869 года. Регулярное пассажирское и товарное движение по линии Курск — Харьков было открыто 6 июля 1869 года, к моменту открытия на станции Белгород было паровозное депо, водокачка, пассажирская и товарные платформы. Поезда прибывали на перрон, где стоял небольшой жилой дом, который выполнял вокзальные функции. Первое здание вокзала возвели в 1870 году по типовому проекту станций 2-го класса Юго-Восточных железных дорог.
В 1896 году была открыта железнодорожная ветка Белгород — Волчанск, построенная акционерным обществом Юго-Восточной железной дороги при содействии сахарозаводчиков Ребиндера и Боткина. В 1901 году ветка была продлена до Купянска. В результате станция Белгород стала узловой. В том же 1901 году была введена в эксплуатацию частная Белгород-Сумская железная дорога, для обслуживания которой была построена станция Белгород-Сумской.
В 1904 году на смотр 31-й артиллерийской бригады в Белгород приехал император России Николай II, местом торжественной встречи послужило здание вокзала станции Белгород. Его торжественно встречали на железнодорожной станции: здание украсили лентами и цветами.
В 1908—1911 годах, в связи с возросшим пассажиропотоком, была произведена масштабная реконструкция вокзала, были пристроены дополнительные одноэтажные крылья. Количество пролётов с левой и правой стороны было увеличено с трёх до шести. Внутри были залы для пассажиров и вокзальная инфраструктура: буфет, книжный киоск, почтово-телеграфное отделение, дамская уборная и приёмная дежурного врача. Над входом со стороны привокзальной площади выступал большой балкон. Он опирался на четыре фигурных столба и выполнял функцию козырька над основной входной группой. На втором этаже с обратной стороны также был большой балкон, поддерживаемый каменными кронштейнами. Ограждение выполнили из чугунных ажурных раппортов. Фасады прорезали лучковые окна с рамочным обрамлением. Углы и простенки выделялись рустованными пилястрами. Крыша по периметру была ограждена узкими кирпичными столбиками. Северный и южный фасады здания задекорировали треугольными щипцами.
Здание вокзала было одним из немногих, уцелевших во время Гражданской войны.
Во время Великой Отечественной войны вокзал был разрушен в ходе боев за Белгород. В послевоенные годы под руководством Героя Социалистического Труда М. Л. Бондаренко инфраструктура станции была полностью восстановлена, а в 1949 году построено новое здание вокзала по проекту харьковского архитектора Михаила Луцкого.
В 1960 году магистраль Курск — Белгород электрифицирована на постоянном токе.
Весной 1980 года зСУ-109 треста «Южтрансстрой» вело строительство нового вокзала. При строительстве пришлось отказаться от забивки свай под основание здания из-за заболоченного грунта. Девятиэтажный административный корпус был построен на монолитной бетонной подушке. По просьбе градостроительного совета внесли изменения в облик здания: встроенные пилоны придали вокзалу современный вид. Новое здание отличалось большими окнами-витражами, широкими лестницами, алюминиевыми потолками и мозаичными полами, а также мраморной облицовкой стен и колонн. Облицовкой занимались рабочие единственного на тот момент в стране специализированного управления «Союзметроспецстрой».
На первом этаже двухэтажной части здания расположили справочное бюро, кабинет дежурного помощника начальника вокзала, кассовую блок-секцию с расписанием движения поездов дальнего следования, а также ресторан на 100 посадочных мест. В подвале разместили подсобные помещения и камеры хранения. Со второго этажа, где сделали зал ожидания, можно было попасть на вторую и третью платформы через пешеходный переход. Из беломраморного зала ожидания по розовому переходу люди переходили в правое четырёхэтажное крыло, где работали разные службы вокзала. Также в этой части оборудовали дикторскую. В левом крыле работали медики и комната матери и ребёнка. В девятиэтажной части здании вокзала открыли гостиницу, в номерах которой могли разместиться до 50 пассажиров.
В ноябре 1982 года открыли новый вокзал, построенный по проекту сотрудников Харьковского института «Укржилдорпроект», архитекторов М. М. Одинцовой и В. И. Кузубова.
В 1992 году, после распада СССР, Белгородское отделение Южной железной дороги перешло в подчинение Юго-Восточной железной дороги.
В 2008 году была начата масштабная реконструкция вокзала станции Белгород, всего РЖД инвестировало в этот проект около 200 млн. рублей. Отделку здания делали по системе вентилируемого фасада, установили систему кондиционирования, отопления и электроснабжения, пожарную сигнализацию и систему видеонаблюдения. Смонтировали наружное освещение, перрон выложили тротуарной плиткой, благоустроили прилегающую территорию. На первом этаже главного корпуса разместили пригородные, междугородние и международные кассы, справочное бюро, транзитный зал ожидания, буфет, магазины, отдел транспортной полиции. На втором этаже — авиакассы и зал ожидания повышенной комфортности. На первом этаже второго корпуса находятся пригородные кассы, медпункт и комнаты отдыха пограничников.
25 октября 2011 года вокзал был снова торжественно открыт.

## Пассажирское движение
За 2019 год железнодорожный вокзал Белгорода обслужил 2 202 276 человек (пригородное сообщения и дальнее следование).
| Перевозчик                                     | Дистанция                               | Расписание       |
| ---------------------------------------------- | --------------------------------------- | ---------------- |
| Российские железные дороги (ФПК, ДОСС)         | Дальнее следование                      | РЖД              |
| Пригородная пассажирская компания «Черноземье» | Межрегиональное и пригородное сообщение | ППК «Черноземье» |

### Скоростное и ускоренное движение
| Маршрут               | Маршрут | Маршрут  | Остановки                                            | Протяжённость | Время в пути | Тип поезда     | Вагонов |
| --------------------- | ------- | -------- | ---------------------------------------------------- | ------------- | ------------ | -------------- | ------- |
| Москва Курский вокзал | ↔       | Белгород | Тула, Мценск, Орёл, Поныри, Курск, Ржава, Прохоровка | 697 км        | 7 ч. 33 мин. | ЭС1 «Ласточка» | 10      |

## Выход в город
Выход в город на Вокзальную площадь производится с первой платформы, а также через залы ожидания здания вокзала.

### Общественный транспорт
Остановки автобусов находятся на расстоянии 50 метров от вокзала, троллейбуса — 60 метров.
- Автобус: №№ 2, 12, 13, 13к, 25, 27, 28, 30, 31, 41, 41а, 101, 104, 123, 130, 131, 141, 153, 223
- Троллейбус: № М9.

## Статьи и публикации
- Белгород-Сумская железная дорога // Энциклопедический словарь Брокгауза и Ефрона : в 86 т. (82 т. и 4 доп.). — СПб., 1905. — Т. доп. I. — С. 345.
- История и музей ЮВЖД // РЖД : официальный сайт. — 2019. — 1 мая.
- Страницы истории Южной железной дороги // «ЮЖД» АО «Укрзализныця». — 2019.
- Татьяна Стельмах. Продолжается путь // «Вперёд» : отраслевая газета ЮВЖД. — 2019. — 25 апреля.
- Александр Сегень. Подвиг железнодорожников // Гудок : газета. — 2003. — 26 июля.